# كأس أبطال الكؤوس الآسيوية 1995
كأس أبطال الكؤوس الآسيوية 1995 هو موسم من كأس أبطال الكؤوس الآسيوية. شارك فيه  23 فريقاً، وفاز فيه شونان بلمار.